# Quality
Quality (dawniej Lone Star Mill i Moreland) – obszar niemunicypalny w Kern County, w Kalifornii (Stany Zjednoczone), na wysokości 155 m.